# Andrea Graus
Andrea Graus, née le 13 novembre 1979 à Innsbruck, est une coureuse cycliste autrichienne, membre de l'équipe Bigla Girls. Elle a remporté le championnat d'Autriche sur route en 2005, 2010, 2011, 2012 et 2013.

## Palmarès
- 1997
  - 3e du championnat d'Autriche sur route
- 1999
  - 3e du championnat d'Autriche sur route
- 2000
  - 3e du championnat d'Autriche sur route
- 2001
  - 2e du championnat d'Autriche sur route
- 2002
  - 2e du championnat d'Autriche sur route
- 2003
  - 2e du championnat d'Autriche sur route
- 2004
  - 3e du championnat d'Autriche sur route
- 2005
  -  Championne d'Autriche sur route
  - 2e étape du Krasna Lipa Tour
  - 2e du championnat d'Autriche du contre-la-montre
- 2006
  - 3e étape du Tour du Trentin-Haut-Adige-Tyrol du Sud
  - 2e du championnat d'Autriche du contre-la-montre
  - 2e du championnat d'Autriche sur route
  - 3e du Tour de Saint-Marin
  - 10e du championnat du monde sur route
- 2007
  - 4e étape du Krasna Lipa Tour
  - 2e du Krasna Lipa Tour
  - 2e du championnat d'Autriche du contre-la-montre
  - 3e de la Holland Hills Classic
- 2008
  - GP Città di Cornaredo
- 2010
  -  Championne d'Autriche sur route
  - 2e du championnat d'Autriche de la course de côte
- 2011
  -  Championne d'Autriche sur route
  - 2e du Tour de Charente-Maritime
- 2012
  -  Championne d'Autriche sur route
  - Prix de la Ville de Pujols
- 2013
  -  Championne d'Autriche sur route
  - 3e du championnat d'Autriche du contre-la-montre